# 暮しの手帖社
株式会社暮しの手帖社（くらしのてちょうしゃ）は、日本の出版社。
主に家庭に関連する領域（エッセイ、住まい、料理、育児、健康など）の本を出版。

## 出版物

### 雑誌
- 暮しの手帖

### 単行本
- すてきなあなたに（『暮しの手帖』に連載されているものの単行本。2013年現在第5集まで刊行、他に「よりぬき集」1巻）
- 保存版　戦争中の暮しの記録（初版80万部、増刷10万部が完売した『暮しの手帖』第96号を、第97・99号に掲載した感想を附録して単行本化。2010年までに15刷を数える。）
- 戦中・戦後の暮しの記録（「暮しの手帖」70周年記念出版　「戦争中の――」の続編）
- 別冊暮しの手帖シリーズ
- 暮しの手帖ブックスシリーズ
- スポック博士の育児書

他多数